# Al-Sina'a SC Bagdad
L'Al-Sina'a SC Bagdad (àrab: نادي الصناعة, Nādī aṣ-Ṣināʿa, ‘Club de la Indústria’) és un club iraquià de futbol de la ciutat de Bagdad. L'equip va ser fundat el 1974. L'estadi de l'Al-Sinaa és Al Sina'a Stadium. Té capacitat per a 6.000 persones. Ha guanyat una Copa iraquiana de futbol (1984).

## Palmarès
- Copa iraquiana de futbol:[2]
  - 1983–84
- Iraq Division One (segona divisió):[3]
  - 2020–21